# Ryutaro Hashimoto
Ryutaro Hashimoto (Japans: 橋本龍太郎, Hashimoto Ryutaro) (Soja (Okayama), 29 juli 1937 – Shinjuku (Tokio), 1 juli 2006) was een Japans politicus van de Liberaal-Democratische Partij (LDP). Hij was premier van Japan van 1996 tot 1998.
Hashimoto was van 1963 tot 2005 lid van het Lagerhuis en diende als partijleider van de LDP van 1996 tot 1998. Hij was minister van Volksgezondheid en Welzijn in het kabinet-Ohira I van 1978 tot 1978, minister van Transport en Infrastructuur in het kabinet-Nakasone III van 1986 tot 1987, minister van Financiën in de kabinetten-Kaifu I en II van 1989 tot 1991, minister van Economische Zaken van 1994 tot 1996 en kortstondig vicepremier van 1995 tot 1996 in het kabinet-Murayama en minister voor Bestuurlijke Vernieuwing en voor Okinawa en de Koerilen zaken in het kabinet-Mori II van 2000 tot 2001.
Van 1996 tot 1998 was Hashimoto premier van Japan en daarna was hij fractievoorzitter van de Liberaal-Democratische Partij tot juli 2005, toen hij gedwongen werd af te treden wegens een schandaal rond politieke donaties. Twee maanden later trok hij zich helemaal terug uit de politiek wegens gezondheidsklachten. Ryutaro Hashimoto overleed op 1 juli 2006 op 68-jarige leeftijd aan de gevolgen van de operatie waarbij de maand ervoor een groot deel van zijn darmen werd verwijderd. Twee zonen van Hashimoto zitten eveneens in de politiek in Japan.
Ito Hirobumi · Kuroda Kiyotaka · Sanetomi Sanjo · Yamagata Aritomo · Matsukata Masayoshi · Ito Hirobumi · Kuroda Kiyotaka · Matsukata Masayoshi · Ito Hirobumi · Okuma Shigenobu · Yamagata Aritomo · Ito Hirobumi · Saionji Kinmochi · Katsura Tarō · Saionji Kinmochi · Katsura Tarō · Saionji Kinmochi · Katsura Tarō · Yamamoto Gonnohyōe · Ōkuma Shigenobu · Terauchi Masatake · Hara Takashi · Uchida Kosai · Takahashi Korekiyo · Katō Tomosaburō · Uchida Kosai · Yamamoto Gonnohyōe · Kiyoura Keigo · Katō Takaaki · Wakatsuki Reijirō · Tanaka Giichi · Osachi Hamaguchi · Kijūrō Shidehara · Osachi Hamaguchi · Wakatsuki Reijirō · Inukai Tsuyoshi · Takahashi Korekiyo · Saitō Makoto · Keisuke Okada · Fumio Gotō · Keisuke Okada · Kōki Hirota · Senjūrō Hayashi · Fumimaro Konoe ·
Hiranuma Kiichirō · Nobuyuki Abe · Mitsumasa Yonai · Fumimaro Konoe · Hideki Tojo · Kuniaki Koiso · Kantarō Suzuki · Prins Higashikuni Naruhiko · Kijūrō Shidehara · Shigeru Yoshida · Tetsu Katayama · Hitoshi Ashida · Shigeru Yoshida · Ichirō Hatoyama · Tanzan Ishibashi · Nobusuke Kishi · Tanzan Ishibashi · Nobusuke Kishi · Hayato Ikeda · Eisaku Satō · Kakuei Tanaka · Takeo Miki · Takeo Fukuda · Masayoshi Ōhira · Masayoshi Ito · Zenko Suzuki · Yasuhiro Nakasone · Noboru Takeshita · Sōsuke Uno · Toshiki Kaifu · Kiichi Miyazawa · Morihiro Hosokawa · Tsutomu Hata · Tomiichi Murayama · Ryutaro Hashimoto · Keizo Obuchi · Mikio Aoki · Keizo Obuchi · Yoshiro Mori · Junichiro Koizumi · Shinzo Abe · Yasuo Fukuda · Taro Aso · Yukio Hatoyama · Naoto Kan · Yoshihiko Noda · Shinzo Abe · Yoshihide Suga · Fumio Kishida ·  Shigeru Ishiba
- Bibsys: 3030787
- CiNii: DA00999789
- Gemeinsame Normdatei: 132108054
- International Standard Name Identifier: 0000 0000 8291 8077
- Library of Congress Control Number: nr91007339
- Bibliotheek van het Japanse parlement: 00008404
- Nationale Bibliotheek van Israël: 987007447675105171
- Nederlandse Thesaurus van Auteursnamen: 162594178
- Système universitaire de documentation: 133565351
- Virtual International Authority File: 108683982
- WorldCat: E39PBJv8DxQCdg9QJjVYmkPG73